# Wincenty Trojanowski

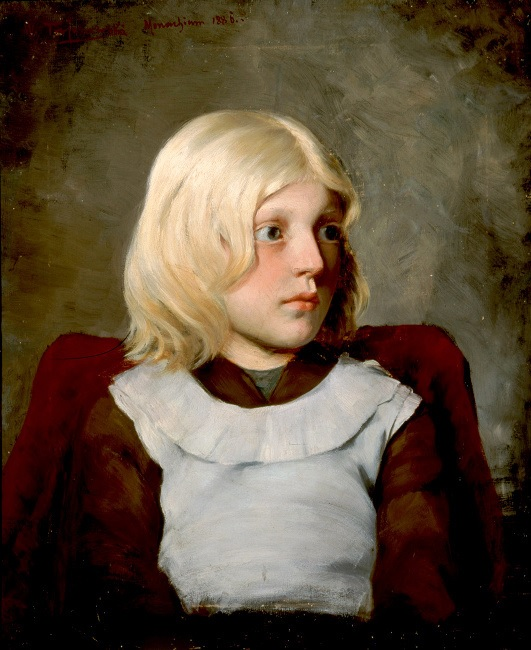
Portret dziewczynki z 1886 roku. Muzeum Narodowe w Poznaniu

Wincenty Trojanowski (ur. 22 stycznia 1859 w Warszawie, zm. 19 października 1928 tamże) – polski malarz.

## Życiorys
Studia malarskie rozpoczął 1878–1880 w Warszawskiej Klasie Rysunkowej u Wojciecha Gersona i Aleksandra Kamińskiego, naukę kontynuował wstępując w 1880 w Akademii Sztuk Pięknych w Petersburgu, od 1885 studiował przez rok na Akademii Sztuk Pięknych w Monachium u Alexandra von Wagnera. W 1890 wyjechał w podróż po Bliskim Wschodzie.
W 1893 zamieszkał w Paryżu gdzie tworzył. Zajmował się tam praktycznie tylko medalierstwem, brał udział w licznych wystawach, a o kunszcie jego pracy świadczyły liczne nagrody i wyróżnienia. W 1897 roku mianowany członkiem honorowym Muzeum w Rapperswilu. W maju 1901 roku odznaczony przez rząd francuski Orderem Palm Akademickich (Officier d’Académie).
W 1903 powrócił do Warszawy. Zajął się działalnością pedagogiczną.  Był profesorem Gimnazjum męskiego im. Ludwika Lorentza. W 1904 roku założył Szkołę Artystyczną Sztuki Stosowanej.
W latach 1906–1918 był wykładowcą historii sztuki na Wydziale Humanistycznym Towarzystwa Kursów Naukowych w Warszawie. Od 1919 profesor historii sztuki i prorektor Wolnej Wszechnicy Polskiej.
Pochowany na cmentarzu Powązkowskim w Warszawie (kwatera L-2-1/2/3).

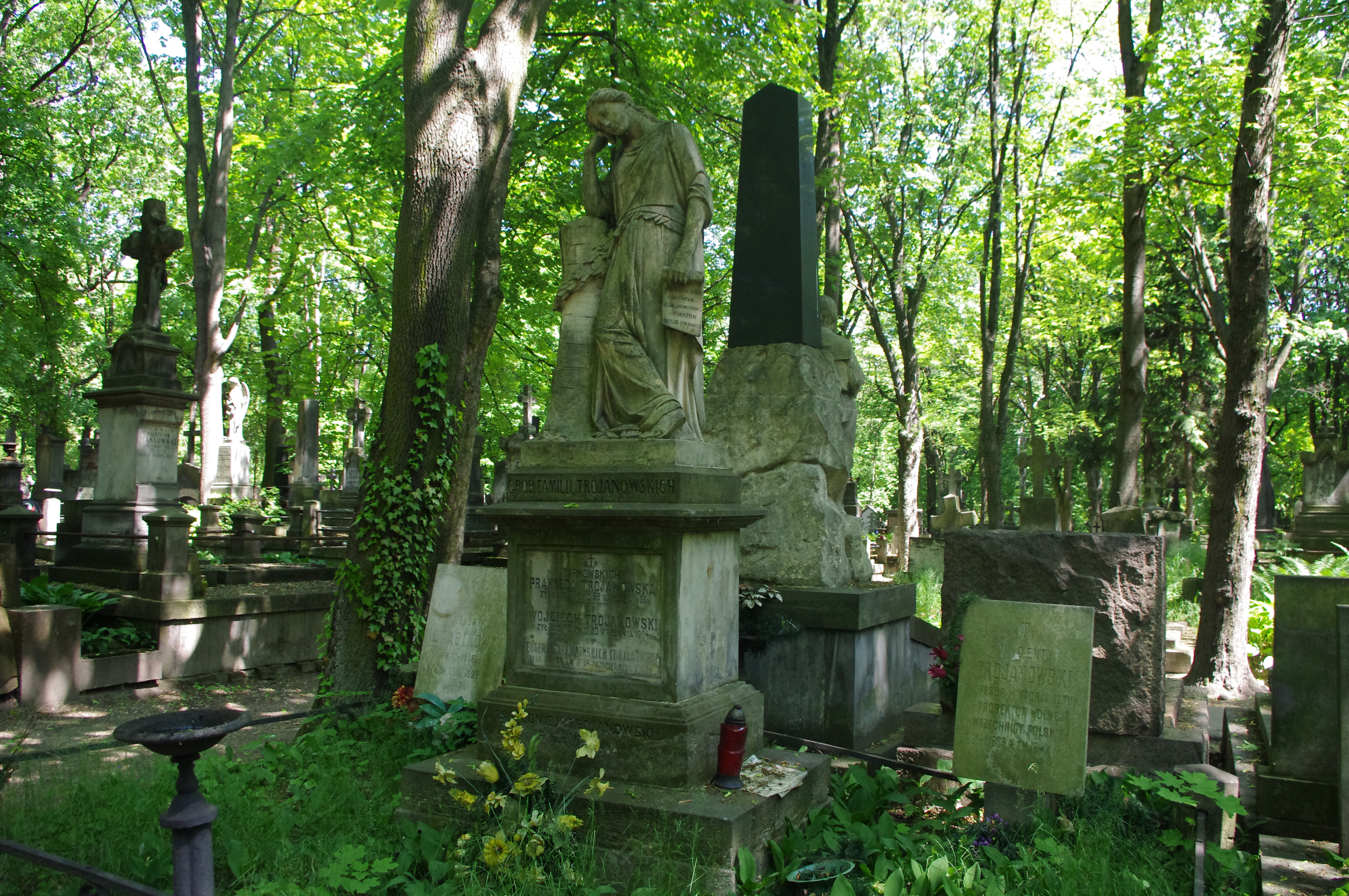
Grób malarza Wincentego Trojanowskiego na cmentarzu Powązkowskim w Warszawie

## Twórczość
Zajmował się początkowo malarstwem, później medalierstwem. Malował sceny sakralne oraz postacie kostiumowe w strojach paziów, lutnistów lub mnichów. Medale jego autorstwa należą do rzadkich, ponieważ tworzył je w jednym egzemplarzu. Krytycy sztuki za okres największej świetności twórczości Wincentego Trojanowskiego uważają czas pobytu we Francji.
Pisał artykuły o sztuce. Wydał książkę Wyspiański – Artysta – Człowiek – Życie (1927). Był autorem urny na serce Tadeusza Kościuszki, która znajduje się w Muzeum Tadeusza Kościuszki w Solothurnie (1937).

## Wybrane prace
- Medal jubileuszowy z okazji 500-lecia założenia Uniwersytetu Jagiellońskiego (1900)[8]
- Medal na cześć Sienkiewicza (1900)[9]